# إيفان بلوخ
إيفان بلوخ (و. 1872 – 1922 م) هو طبيب، وطبيب الجلد ‏ ألماني، ولد في دلمنهورست، توفي في برلين، عن عمر يناهز 50 عاماً.